# 恩塞納達 (新墨西哥州)
恩塞納達（英語：Ensenada）是位於美國新墨西哥州里奧阿里巴縣的普查規定居民點。

## 人口
根據2020年美國人口普查的數據，恩塞納達的面積為3.78平方千米，皆為陸地。當地共有人口107人，而人口密度為每平方千米28.31人。